# Общество композиторов и авторов музыки Гонконга
Общество композиторов и авторов музыки Гонконга Ltd.(CASH) — является авторским обществом Гонконга, созданным в 1977 году  Архивная копия от 17 июля 2020 на Wayback Machine.
Общество призвано администрировать и обеспечивать коллективное право композиторов и авторов музыкальных произведений, защищенных законом Об авторском праве в Гонконге. Его девиз: «Ваш музыкальный партнер» демонстрирует взаимосвязь финансовых средств его членов, пользователей и общественности. Слово «Автор» расшифровывается как «Lyricist» вместо обычного понимания авторства. Общество способствует повышению уровня музыкальных композиций и поощряет и развивает композиторские таланты, спонсирует широкий спектр музыкальной деятельности в Гонконге.
В настоящее время общество включает в себя более 2 миллионов авторов, в том числе местных членов церкви и, посредством соглашений о взаимном представительстве, членов из более чем 190 стран / 80 зарубежных дочерних обществ. Все лицензионные сборы, полученные после вычета административных расходов распространяются среди его членов и членов иностранных аффилированных обществ.

## Члены
Членами Общества композиторов и авторов музыки Гонконга являются авторы (композиторы и авторы музыкального произведения) или музыкальные издатели при условии:
- не менее одной работы претендентов были опубликованы на коммерческой основе;
- до 3 эпизодов их оригинальных произведений авторов должны побывать в эфире или быть сделаны доступными.

Наследник умершего композитора имеет право подать заявление на вступление в членство в обществе.

## Членство для издателей
Издательская компания или организация, зарегистрированная в Гонконге с целью публикации произведений, должна иметь как минимум пять опубликованных оригинальных работ, написанных местными авторами (коммерчески выпущенных в Гонконге) в течение последних двух лет.

## Награды
Общество композиторов и авторов музыки Гонконга учредило награды:
- Денежные — Зал славы Общества авторов и композиторов Гонконга, Лучшая певица.
- Золотой Парус.